# Berberis yingjingensis
Berberis yingjingensis är en berberisväxtart som beskrevs av David Franklin Chamberlain och Harber. Berberis yingjingensis ingår i släktet berberisar, och familjen berberisväxter. Inga underarter finns listade i Catalogue of Life.